# 디에고데알마그로 (칠레)
디에고데알마그로(스페인어: Diego de Almagro)는 칠레 아타카마 주 차냐랄 현의 코무나이다.